# Bulo del ritual del CERN
El ritual del cern es un metraje encontrado que habría sido rodado en los terrenos de la Organización Europea para la Investigación Nuclear (CERN), en el que se aprecian personas encapuchadas aparentemente realizando un sacrificio humano delante de una efigie del dios hindú Shiva. Saltó a la fama en agosto de 2016 en medio de teorías de la conspiración relacionadas con el centro, alcanzando tal notoriedad en internet que la propia organización debió desmentir los eventos que representa. La investigación no es concluyente.

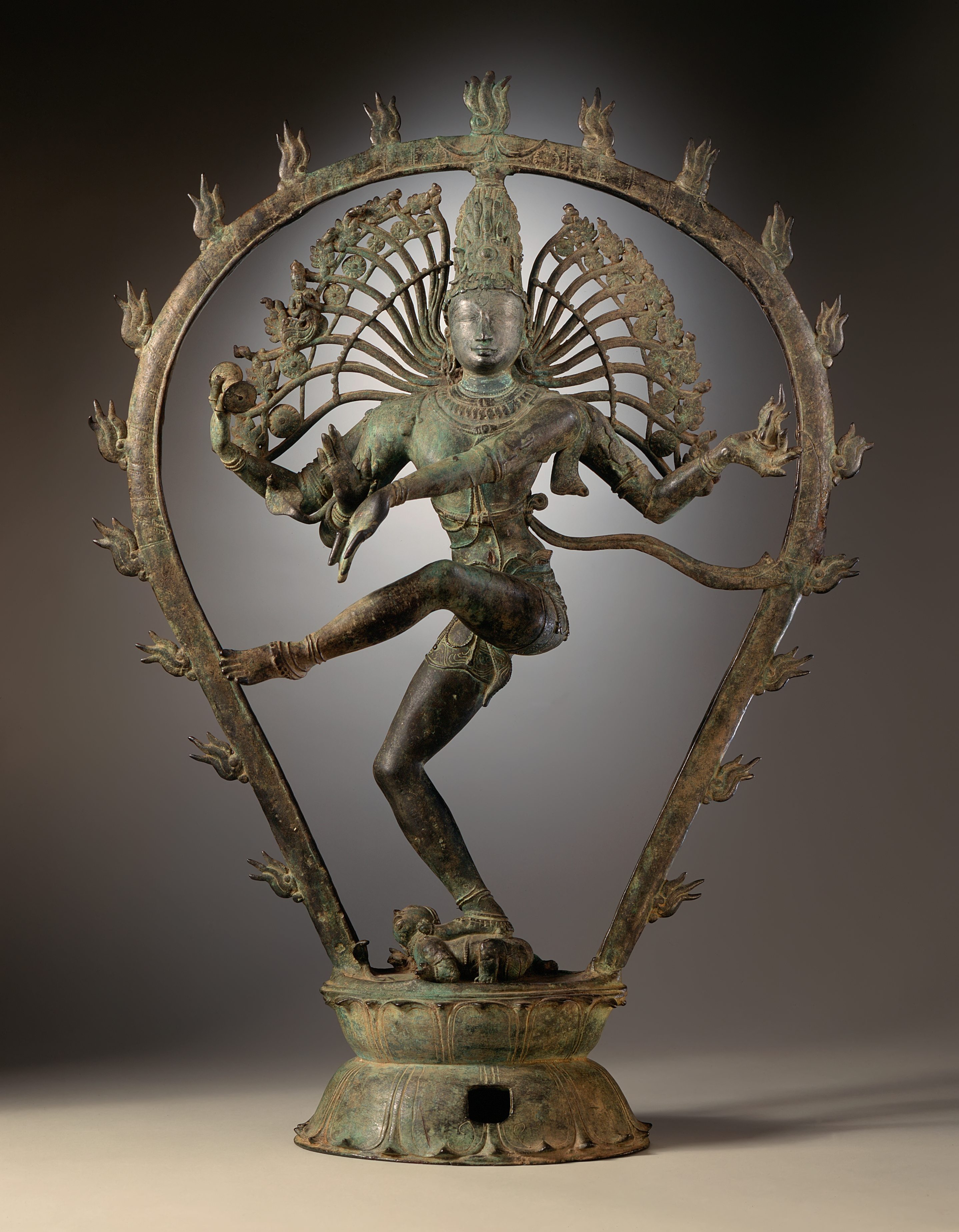
Nataraja, estatua de Shiva utilizada en el hecho

## Sumario
El vídeo, desenfocado y con poca calidad de imagen, está grabado desde la ventana de un rellano no muy elevado cerca de los edificios 39 y 40 del CERN, entre los que se alza una pieza de arte indio llamada nataraja que representa a Shiva en actitud de danza cósmica. Un pequeño grupo de figuras, cubiertas con túnicas y capuchas negras, surge de las sombras y rodea la estatua, y una de ellas despoja de su prenda a otra, revelando a la que parece ser una mujer ataviada con un camisón o vestido corto blanco. Después de arrodillarse ante la escultura, la mujer se tiende boca arriba, tras lo que otro encapuchado muestra un cuchillo a la luz y a continuación apuñala a la mujer. El autor de la grabación, que ya había dado muestras de pánico a lo largo del vídeo, aparta la cámara entre interjecciones y huye poco después por la escalera.
La información del vídeo afirmaba que se trataba de una filtración y que el autor del vídeo no revelaría su relación con los oficiantes del sacrificio a fin de proteger su identidad.

## Reacciones
Un portavoz del CERN afirmó que el vídeo era una broma llevada a cabo por visitantes de la organización, sin permiso de las autoridades, y que nadie había resultado herido. La junta directiva afirmó que no toleraría actos similares y expresó preocupación sobre el hecho de que puedan llevar a equívoco sobre las actividades científicas de su trabajo.
El vídeo causó controversia tanto entre teóricos de la conspiración como entre escépticos. La naturaleza religiosa del ritual levantó especulaciones de que el CERN está en manos de satanistas, y que el Gran Colisionador de Hadrones podría tener como objetivo abrir un portal al infierno, invocar al Anticristo o destruir el universo.